# Sendling
Sendling is een stadsdeel (Duits: Stadtbezirk) van de Duitse stad München, deelstaat Beieren, en telde eind 2018 40.983 inwoners.

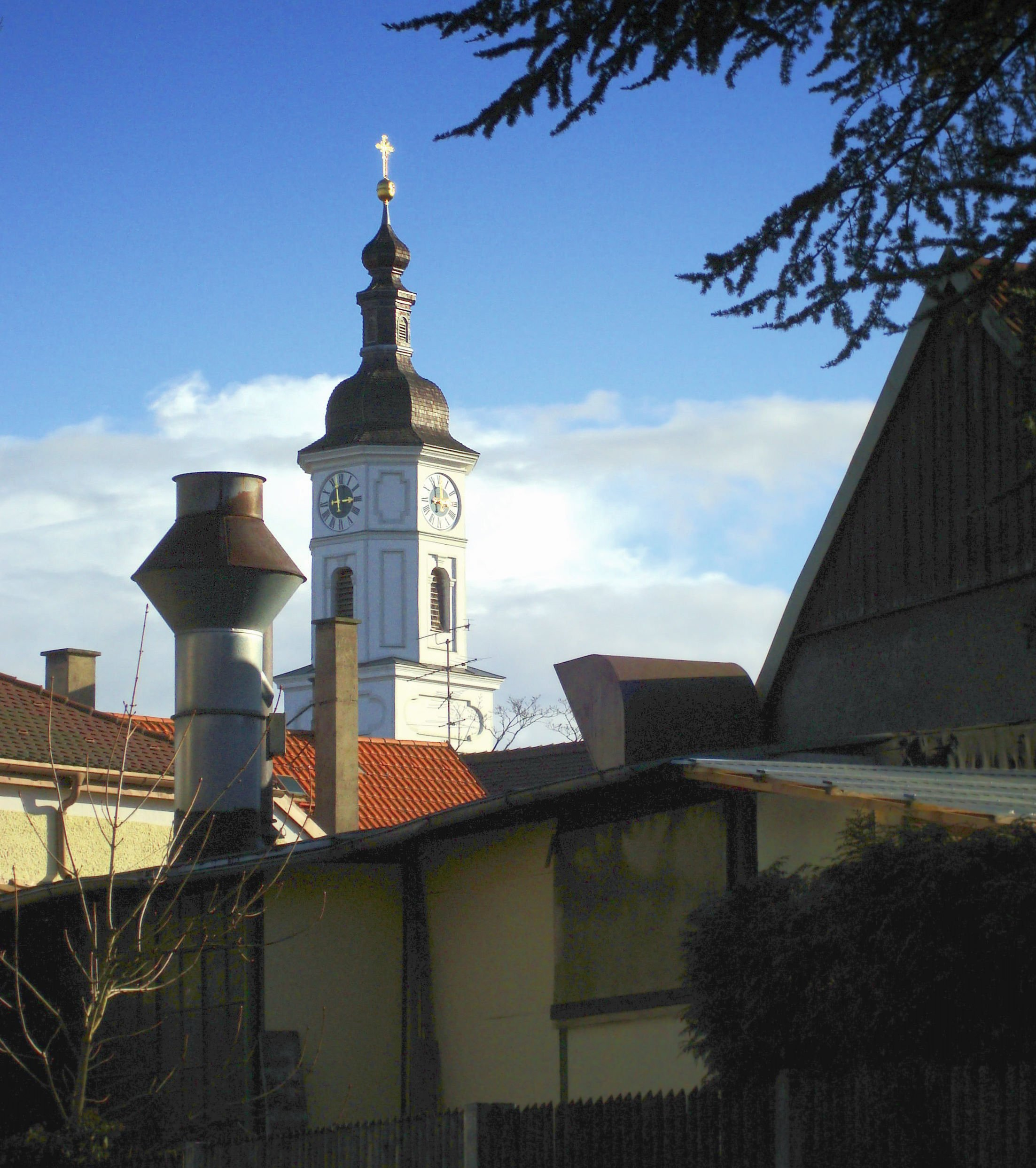
Oude dorpskern

Allach-Untermenzing · 
Altstadt-Lehel · 
Au-Haidhausen · 
Aubing-Lochhausen-Langwied · 
Berg am Laim · 
Bogenhausen · 
Feldmoching-Hasenbergl · 
Hadern · 
Laim · 
Ludwigsvorstadt-Isarvorstadt · 
Maxvorstadt · 
Milbertshofen-Am Hart · 
Moosach · 
Neuhausen-Nymphenburg · 
Obergiesing-Fasangarten · 
Pasing-Obermenzing · 
Ramersdorf-Perlach · 
Schwabing-Freimann · 
Schwabing-West · 
Schwanthalerhöhe · 
Sendling · 
Sendling-Westpark · 
Thalkirchen-Obersendling-Forstenried-Fürstenried-Solln · 
Trudering-Riem · 
Untergiesing-Harlaching